# Луцький національний технічний університет
Луцький національний технічний університет (ЛНТУ) – державний технічний заклад вищої освіти України, розташований у місті Луцьк, що має найвищий – четвертий – рівень акредитації.

## Історія
Як усе починалося
Кінець 50-х — перша половина 60-х років ХХ століття. Луцьк ще зовсім не розбудоване місто: у той час тільки починає формуватися промисловість, закладаються фундаменти сучасного автомобільного заводу, зводяться приміщення нових цехів приладобудівного заводу (сьогодні це ПАТ «Електротермометрія») та починається робота над виробництвом сільськогосподарських машин. Волинь стає аграрно-індустріальною і, очевидно, потребує кваліфікованих кадрів.
Саме у цей час, у 1966-му році, коли, згідно з наказом Міністерства вищої і середньої спеціальної освіти УРСР, у місті Володимир-Волинський було утворене відділення загальнотехнічного факультету Київського автомобільно-дорожнього інституту. Ініціатором цієї ідеї були директор Луцького автомобільного заводу М. В. Романюк та ректор Київського автомобільно-дорожнього інституту Є. П. Вериженко.
Перший корпус знаходився на вулиці Радянській, 73, де раніше розташовувалася середня школа № 17 (нині вулиця Винниченка). Очолив відділення загальнотехнічного факультету Дмитро Михайлович Коновалюк.
За два роки існування, у 1968 році, Луцьке відділення КАДІ реорганізовується у Луцький загальнотехнічний факультет КАДІ із новим приміщенням, а уже із 1975 року абітурієнти, вступатимуть до Луцького філіалу Львівського політехнічного інституту.
Становлення
Усередині 80-х студенти Луцького філіалу ЛПІ навчалися на чотирьох факультетах (технологічному, машинобудівному, загальнотехнічному та вечірньому). І уже тоді молодь могла обирати більш вузькі напрями на кафедрах, зокрема: технологію машинобудування, інженерну графіку, технічну механіку, сільськогосподарське машинобудування, вищу математику, фізику й електротехніку.
У 1991 році відбулося утворення самостійного вищого навчального закладу — Луцького індустріального інституту (ЛІІ), очільником якого став Віктор Володимирович Божидарнік.
Отримавши самостійність, заклад вищої освіти налічував чотири факультети: машинобудівний (декан — доц. Лелик Я. Р., з 1992 р. — доц. Пустюльга С. І.), технологічний факультет (декан — доц. Філіпчук Є. О.), вечірній факультет (декан — доц. Коробчук І. В., з 1992 р. — доц. Пашинський Л. М.), заочний факультет (декан — доц. Лябук М. Н.). До їх складу увійшли 13 кафедр.  
У жовтні 1991 року в інституті відкрили аспірантуру: заклад вищої освіти отримав право на присудження вчених ступенів кандидатів технічних наук. Спеціалізовані ради тоді очолили професори Ю. Г. Бобро та Г. А. Хайліс.
Також були започатковані нові напрями: сільськогосподарського машинобудування, матеріалознавства, порошкової металургії, композитних матеріалів, напівпровідників, електропостачання, економіки.
Наукові школи сформувалися навколо відомих професорів Гедаля Абрамовича Хайліса, Юрія Георгійовича Бобра, Анатолія Костянтиновича Семенюка, Анатолія Васильовича Федосова, Віктора Дмитровича Рудя.
24 грудня 1997 року університет отримав статус технічного і найвищий рівень акредитації — IV і став Луцьким державним технічним університетом. Відтоді започаткувалася ціла епоха для тисяч студентів та випускників, для сотень викладачів та науковців (1997—2007).
Утвердження
Впродовж нового десятиліття університет стрімко розвивається, створюються нові факультети та освітні напрямки. Народжується факультет обліку і фінансів та факультет економіки і менеджменту; енергоощадний факультет та будівельний факультет. Постійно зростає кількість кафедр, багато з них утворюються на основі поділу вже існуючих. Якщо на початку 1998 року їх було 22, то у 2007 році їх стало аж 38.
2001-ий рік для ЛДТУ ознаменувався розширенням наукових та освітніх кордонів: до структури університету увійшло Луцьке ПТУ № 10 (сьогодні Технічний фаховий коледж ЛНТУ). Ще через два роки приєдналося Любешівське професійно-технічне училище № 25 (нині — Любешівський технічний фаховий коледж ЛНТУ), а ще за рік до складу ЛДТУ увійшов Ковельський машинобудівний технікум (нині — Ковельський промислово-економічний фаховий коледж ЛНТУ).
Впродовж 1997—2007 років в ЛДТУ був сформований високопрофесійний і досвідчений науково-педагогічний персонал. Якщо у 1997 році налічувалося 225 штатних працівників (з них 8 докторів наук, професорів та 86 кандидатів наук, доцентів), то у 2005 їх кількість зросла до 373 (з них 33 доктори наук, професори, 168 кандидатів наук, доцентів).
У 2004 році ЛДТУ був удостоєний почесної медалі «Незалежність України» Міжнародного академічного рейтингу популярності «Золота фортуна». А уже в 2007-му, наш ЗВО посів 15 місце серед вищих технічних навчальних закладів за Міжнародним рейтингом «Топ-200 Україна».
Полюс росту
11 квітня 2008 року Указом Президента України нашому ЗВО було присвоєно статус національного. У новому статусі ЛНТУ здійснював освітню і наукову діяльність в чотирьох навчально-науково-виробничих інститутах (ННВІ): інженерних та інформаційних технологій (д.т.н. професор В. Д. Рудь), ресурсо-збереження та будівництва (д.г.н., професор Я. О. Мольчак), економіки та управління (д.е.н., професор І. М. Вахович), неперервного навчання (д.т.н, професор В. Ф. Дідух).
Університет готував фахівців на семи факультетах: комп'ютерних наук та інформаційних технологій, машинобудівному, технологічному, будівництва та дизайну, екології та приладо-енергетичних систем, бізнесу, обліку та фінансів, а також на 38 кафедрах, у Навчально-науковому центрі післядипломної освіти та Центрі технологій дистанційного навчання.
У 2012 ЛНТУ посів 26 сходинку у рейтингу кращих технічних ЗВО України .
З 2015 року ЛНТУ очолював доктор технічних наук, професор Петро Петрович Савчук. У цей період професорсько-викладацький склад ЛНТУ налічував 396 штатних осіб, з них професорів, докторів наук — 27 осіб; професорів, кандидатів наук — 4 особи, доцентів, кандидатів наук — 313 осіб.
У цей період в ЛНТУ: 7 навчально-лабораторних корпусів, два гуртожитки, полігон військової кафедри, автодром, спортивно-оздоровчі бази на озерах Світязь та Пісочне, спортивний комплекс з ігровим залом та басейном, стадіон, сертифікований сектор для легкоатлетичних метань.
2 грудня 2020 року обрано нового ректора — доктора економічних наук, професора Ірину Михайлівну Вахович. У цей період відбулася  повна реорганізація університету, створено нові фікультети, проведено структурні зміни та перейменування.
Постійно розширюється коло партнерів, відбувається низка інфраструктурних змін, зокрема капітальні ремонти, будівельні роботи та створення спортивної інфраструктури тощо.
Віднині університет має свою чітко визначену місію та візію і керується головними критеріями: ціЛь, Напрям, рісТ, Успіх. Науково-педагогічний склад ЗВО працює на підсилення позитивного іміджу університету, а відтак, над якістю наукової складової закладу та взаємодії зі студентами, гарантуючи їм надання актуальних теоретичних, практичних навичок та успішне працевлаштування.

## Сучасна структура університету
Наразі в ЛНТУ діє 38 кафедр на 7 факультах:
- ФАБД (архітектури, будівництва та дизайну);
- ФММТ (митної справи, матеріалів та технологій);
- ФЦОСТ (цифрових, освітніх та соціальних технологій);
- ФКІТ (комп’ютерних та інформаційних технологій);
- ФБП (бізнесу та права);
- ФТМІ (транспорту та механічної інженерії);
- ФАТЕ (аграрних технологій та екології).

У структурі закладу вищої освіти функціонує єдина у Волинській області кафедра військової підготовки  та 24 підрозділи, серед яких:
- відділ забезпечення якості освіти та неперервного навчання;
- відділ аспірантури та докторантури.

У Луцькому національному технічному університеті працюють 427 науково-педагогічних працівників, 90% з них мають наукові ступені, зокрема 342 доктора філософії, доцента; 37 докторів наук, професорів; 15 академіків і членкорів галузевих академій; 3 заслужених працівника освіти України; 3 заслужених діяча науки і техніки України.
У Луцькому національному технічному університеті станом на 2020 рік навчається 5500 студентів та здійснюється підготовка фахівців 51-ї спеціальності освітнього рівня бакалавр та 35-ти спеціальностей освітнього рівня магістр. Задля створення простору для всебічного розвитку, забезпечення якості освіти та підвищення мобільності студентів у закладі вищої освіти діє студентська рада.
До сучасної структури університету входять 3 відокремлених структурних підрозділи Луцького національного технічного університету:
- Технічний фаховий коледж
- Ковельський промислово-економічний фаховий коледж
- Любешівський технічний фаховий коледж

## Корпуси і кампуси
Луцький національний технічний університет – заклад вищої освіти з розвинутою інфраструктурою, це:
- 5 навчально-лабораторних корпусів;
- 2 гуртожитки;
- спортивний комплекс зі стадіоном, басейном і тренажерними залами;
- сертифікований центр для легкоатлетичних змагань;
- 2 бази відпочинку;
- науково-дослідні лабораторії, оснащені сучасним обладнанням;
- комп’ютерні аудиторії зі спеціалізованим програмним забезпеченням;
- агробіостанція;
- природна лабораторія навчально-наукової бази «Дендропарк»;
- електромонтажний навчально-тренувальний полігон;
- автодром;
- коворкінг-центри;
- студентський бізнес-інкубатор;
- стартап-школа;
- бізнес-інноваційний центр;
- центр професійного орієнтування та кар’єрного розвитку;
- студентські гуртки;
- студентська пральня;
- радіостудія;
- інформаційно-видавничий відділ;
- прес-центр;
- артрелаксації ART-TELL-IYA для ветеранів АТО/ООС;
- інклюзивне середовище;
- зони WI-FI.

## Міжнародна співпраця
Першим іноземним другом для ЛНТУ був почесний громадянин Волині та почесний професор ЛНТУ - голова спілки «Мости дружби в Україну» Карл Герман Кроґ. Плідна співпраця із представниками спілки триває й донині. З 1993 року започаткована співпраця із ВТШ Ліппе (нині ВШ СВЛ) (м. Лемго, Німеччина). Ця угода передбачала щорічну можливість для 1 – 2 студентів ЛНТУ пройти навчальний семестр у Німеччині за рахунок стипендій, що надавались німецькою стороною.
На початку 2000-х між спілкою та ЛНТУ була укладена угода про співпрацю, згідно з якою щорічно студенти ЗВО проходять стажування на підприємствах, в банках та в установах округу Детмольд. 
Після важких 90-х, нове тисячоліття подарувало освітньому простору Волині можливість налагоджувати зв’язки за кордоном та навчатися у найрізноманітніших точках світу. Поїздки у Польщу, Німеччину, Велику Британію та навіть далекий Китай – це старт успішної міжнародної співпраці у науковій та освітній площині.
З 2009 року ЛНТУ започаткував співпрацю із Люблінською політехнікою і того ж року одразу дев’ять студентів були відряджені на безкоштовне семестрове навчання в партнерський заклад освіти в Польщі.
Шлях налаштування взаємодії зі світом можливостей призвів до того, що нині ЛНТУ співпрацює із понад 80-ма іноземними партнерами та має домовленості про реалізацію спільних проектів із 25 країнами світу.
ЛНТУ бере участь в освітній програмі ЄС Еразмус+, в рамках якої студенти отримують гранти на навчання та стажування в закордонному закладі-партнері. З 2011 року в ЛНТУ була розпочата реалізація програми подвійного диплому, за результатами якої студенти отримують дипломи двох навчальних закладів. Програма реалізується з університетом «Люблінська Політехніка» (Республіка Польща) та Політехнічним інститутом м. Браганси (Португалія). Водночас, діють проекти, які фінансуються з фондів Європейського Союзу.
Сьогодні університет реалізовує більше 15 міжнародних проєктів, серед яких «PL-BY-UA 2014-2020», «Проекти Міжнародного Вишеградського фонду», «Програма ТЕМПУС», «Erasmus+», «Проекти Британських рад» та інші.
Крім того, майже сотня наших іноземних партнерів пропонують варіанти проходження практики та працевлаштування для студентів ЛНТУ. А це й Чехія, Велика Британія, Азербайджан та Таджикистан, Кіпр, Португалія, Іспанія, Грузія, Туреччина, Швеція, Бельгія та навіть США… і ще багато інших країн. Карта світу нині повністю відкрита перед нами.
Водночас, ми стали Альма-матер для багатьох іноземних студентів, які приїздять із найрізноманітніших куточків світу. Лише впродовж 2020 року до ЛНТУ було зараховано на навчання 11 студентів-іноземців. Загалом в ЛНТУ навчається молодь із Польщі, Азербайджану, Конго, Алжиру, Лівії, Нігерії, Анголи, Зімбабве та Республіки Гана.
У 2021 в ЛНТУ започаткували співпрацю із міжнародним університетом INTI (Малайзія). Укладання угоди про взаємодію стало справжньою історичною подією, адже ЛНТУ – перший ЗВО в Україні, який співпрацює з університетом INTI.
Того ж року відбулося підписання Великої хартії університетів (Magna Charta Universitatum). Це дало можливість бути частиною європейської наукової спільноти, яка працює над забезпеченням розвитку освіти та інноваційного руху у світі. 947 закладів вищої освіти із 94 країн стали підписантами Великої хартії. Відтепер повноцінним членом європейського осередку є ЛНТУ.
У 2022 році, коли Україну застала військова агресія з боку росії, надійним партнером для усієї України стала Велика Британія. Налаштували співпрацю з іноземними колегами й в ЛНТУ. Так, був укладений договір про взаємодію із Единбурзьким університетом Edinburg Napier University (Велика Британія), що передбачає реалізацію багатьох інноваційних проектів та спільних навчань і практик.

## Ректори
- Божидарнік Віктор Володимирович (очолював заклад вищої освіти з 1977 року до 2015 року (виконувач обов’язків директора, директор, ректор із 1991 року));
- Савчук Петро Петрович (2015-2020 роки);
- Вахович Ірина Михайлівна (з 2020 року)[7].

## Почесні доктори
Почесні доктори (DOCTOR HONORIS CAUSA) Луцького національного технічного університету:
- Дітріх Леманн (2001)
- Семенюк Анатолій Костянтинович (2001)
- Федосов Анатолій Васильович (2002)
- Шваб’юк Василь Іванович (2004)
- Зігберт Клєе (2004)
- Тільман Фішер (2005)
- Панасюк Володимир Васильович (2007)
- Сулим Георгій Теодорович (2007)
- Бабич Євгеній Миколайович (2007)
- Романюк Микола Ярославович (2007)
- Грицюк Анатолій Ярославович (2007)
- Гунчик Володимир Петрович (2007)
- Федорчук Ярослав Петрович (2008)
- Мартинюк Адам Іванович (2008)
- Карпук Володимир Георгійович (2008)
- Жулинський Микола Григорович (2008)
- Ющенко Віктор Андрійович (2008)
- Вакарчук Іван Олександрович (2008)
- Хайліс Гедаль Абрамович (2008)
- Райнер Кьорфер (2009)
- Зайчук Валентин Олександрович (2009)
- Всечесна матушка (2009)
- Божидарнік Віктор Володимирович (2009)
- Сахно Володимир Прохорович (2009)
- Брезвін Анатолій Іванович (2011)
- Гутаревич Юрій Феодосійович (2013)
- Лежнюк Петро Дем’янович (2013)
- Скальський Валентин Романович (2013)
- Митрополит Луцький і Волинський Михаїл (Тимофій Зінкевич) (2020)[8]

## Відомі випускники
Із стін Луцького національного технічного університету за усю історію існування закладу вищої освіти вийшло понад 55 тисяч випускників. У 2018 році було створено громадську організацію «Асоціація випускників Луцького національного технічного університету».
Знані випускники закладу вищої освіти:
- Абаза Олена Анатоліївна – українська співачка, телеведуча.
- Більшевич Микола Миколайович – поет, бард-виконавець, митець-волонтер.
- Буснюк Ігор Васильвич – керівник рекламного агентства «Web-маркетинг».
- Войтюк Ігор Миколайович – перший заступник генерального директора ПАТ «Луцьксантехмонтаж №536».
- Галущак Олег Ігорович – виконувач обов’язків генерального директора фірми «Континіум».
- Гарасюк Андрій Миколайович – керівник Луцького центрального відділення ПАТ «Укрінбанк».
- Гусак Назар Богданович – директор рекреаційного комплексу «Альфа-Експо».
- Дмитрук Олег Миколайович – власник ТМ «Дмитрук».
- Дудка Євген Степанович – генеральний директор ТзОВ «Волинь-зерно-продукт».
- Жичук Ірина Миколаївна – сучасний художник-дизайнер, лауреат Ukrainian Art Week, засновниця громадської організації «Квартира FM».
- Забіяка Сергій Володимирович – приватний підприємець, співвласник ТМ «Забіяка».
- Завадський Василь Михайлович – директор ПП «Луцькземресурс».
- Заремба Віталій Миколайович – голова СТзОВ «Романів».
- Іванішин Леонтій Володимирович – генеральний директор ТзОВ «Завод залізобетонних конструкцій».
- Карвіна Юрій Євгенович – директор готелю «Світязь».
- Кирильчук Леонід Олексійович – начальник головного управління промисловості та розвитку інфраструктури Волинської обласної державної адміністрації.
- Корецький Сергій Федорович (нар. 1978) — Голова «Нафтогаз» України
- Корецький Юрій Михайлович – директор СП «Західна нафтова група».
- Костюк Роман Анатолійович – заступник директора ТОВ «Альфа Експо».
- Кравчук Святослав Євгенович – перший заступник Луцького міського голови.
- Малиха Ігор Володимирович – начальник Волинського відділу комплексного проєктування ДП «Укрдіпродор».
- Межова Оксана Володимирівна – заступник директора з навчально-виховної роботи Волинського коледжу Національного університету харчових технологій.
- Михалик Тарас Володимирович – український футболіст, захисник. Дворазовий чемпіон України, дворазовий володар Кубка України та Суперкубка України, чемпіон Росії 2018, фіналіст молодіжного чемпіонату Європи 2006. Грає на позиції опорного півзахисника або центрального захисника. Майстер спорту України міжнародного класу.
- Михальчук Роман Ростиславович – директор дочірнього підприємства «Волиньська Софтова Компанія» ТОВ «Біо-Радіо».
- Мотрунчик Віктор Феодосійович – директор ТзОВ «Азотер Україна».
- Покінська Наталія Петрівна – генеральний директор ТОВ «Кроноспан УА».
- Положинський Олександр Євгенович – лідер українського гурту «Тартак», проєкту «Був’є», проєкту «Ол.Ів.’Є», співак і шоумен, ведучий радіо «НВ».
- Романюк Микола Ярославович – Луцький міський голова.
- Супрунюк Сергій Степанович – директор ТзОВ «Волинь-зерно-продукт».
- Ткачук Андрій Михайлович – заступник начальника Луцької ОДПІ ГУ ДФС у Волинській області.
- Торчинський Сергій Георгійович – молодший сержант Збройних сил України, спортсмен, бронзовий призер Всеукраїнських змагань «Ігри нескорених».
- Федорченко Ярослав Анатолійович – комерційний директор ТОВ «Каскад-Продакшен».
- Філіпчук Михайло Миколайович – директор ТОВ «Полімер».
- Фірс Юрій Петрович – директор вебстудії Wtb-Logic.
- Фокін Микола Володимирович – директор ПрАТ «Луцький домобудівельний комбінат».
- Хвещук Олександр Юрійович – директор ТзОВ «Забіяка».
- Хиля Василь Васильович – заступник директора, керівник бізнесу крупних та VIP-корпоративних клієнтів АТ ДБ «ПриватБанк».
- Чабан Олександр Іванович – начальник відділу координацій ремонтно-будівельних робіт і реконструкцій ПрАТ «СКФ Україна».
- Чайковський В’ячеслав Іванович – начальник спиртового виробництва ДП «Луцький спиртогорілчаний комбінат».
- Чечотка Ірина Романівна – Голова Солом'янської РДА м. Києва.
- Члек Олександр Петрович – начальник відділення АТ «Артем-Банк».
- Яковлев Тарас Володимирович – перший заступник Луцького міського голови з питань діяльності виконавчих органів міської ради, радник голови Волинської обласної державної адміністрації.

## Нагороди та репутація
Про досягнення Луцького національного технічного університету свідчать:
- 67 нагрудних знаків «Відмінник освіти» (Міністерство освіти і науки України).
- 64 почесні грамоти (Міністерство освіти і науки України).

- Диплом за інноваційний розвиток освіти та сучасні педагогічні технології (Міністерство освіти і науки України).
- Диплом за видання підручників та навчальних посібників нового покоління (Міністерство освіти і науки України).
- Диплом за книгу «Методика розв’язання і збірник задач з теоретичної механіки», як найкращу в номінації «Наукова література» за підсумками Волинського обласного конкурсу «Світ волинської книги-2007» (Луцьк).
- Диплом міжнародної виставки «Пак Експо 2008» (Київ).
- Диплом І Всеукраїнського конкурсу «Найкращий ВНЗ з підготовки фахівців банківсько-фінансової сфери 2011» за версією міжнародного журналу «Банкіръ» (Київ).
- Подяка за плідну організаторську роботу по інноваційному розвитку освіти України (Міністерство освіти і науки України).
- Подяка за плідну науково-педагогічну діяльність, вагомий внесок у розвиток вітчизняної освіти, високу професійну майстерність (Волинська обласна державна адміністрація).
- Почесна грамота за вагомий внесок у підготовку кадрів та розвиток науки (Українська академія наук).
- Почесна грамота за багаторічну сумлінну працю (Луцька міська рада).
- Почесна грамота за проявлений патріотизм та бездоганне служіння Україні від Міжнародного проєкту «Україна й українці – цвіт нації, гордість України» (Київ).
- Почесна грамота за допомогу в організації VIII Міжнародного наукового семінару «Сучасні проблеми інформатики в управління, економіці, освіті і ліквідації наслідків Чорнобильської катастрофи» (Академія інженерних наук України).
- Почесна грамота за сприяння реалізації політики держави в сфері охорони довкілля, значний внесок у галузі екологічного виховання (Луцька міська рада).
- Почесна медаль «Незалежність України» (Міжнародний академічний рейтинг популярності «Золота фортуна»).

- 7-ме місце серед 26-ти вищих технічних навчальних закладів України (рейтинг найкращих технічних закладів вищої освіти України, складений Інститутом інноваційних технологій і змісту освіти Міністерства освіти і науки, молоді та спорту України у 2012 році).
- 52-ге місце серед двохсот вищих закладів освіти України, сума індексів університету – 42,78 (академічний рейтинг закладів вищої освіти України «ТОП-200 Україна 2019», складений Центром міжнародних проєктів «Євроосвіта» в партнерстві з міжнародною групою експертів IREG Observatory on Academic Ranking and Excellence у 2019 році).
- 64-те місце серед двохсот вищих закладів освіти України, сума індексів університету – 45,48 (академічний рейтинг закладів вищої освіти України «ТОП-200 Україна 2020», складений Центром міжнародних проєктів «Євроосвіта» в партнерстві з міжнародною групою експертів IREG Observatory on Academic Ranking and Excellence у 2020 році).
- 57-е місце серед двохсот вищих закладів освіти України (академічний рейтинг закладів вищої освіти України «Топ-200 Україна 2022», складений Центром міжнародних проєктів «Євроосвіта» в партнерстві з міжнародною групою експертів Обсерваторією академічного ранжування IREG у 2022 році)[9].
- ЛНТУ потрапив у топ-300 найкращих університетів країн Східної Європи та Центральної Азії за версією одного з найбільш впливових глобальних рейтингів університетів QS World University Rankings[10].

## ЛНТУ у міжнародних та українських рейтингах
Нагороди та репутація університету:
- Рейтинг розподілу державного фінансування МОН України - 33 місце серед закладів вищої освіти України (ТОП 35);
- Консолідований рейтинг закладів вищої освіти України - 76-78 місце серед закладів вищої освіти України (ТОП 80);
- Рейтинг «Топ 100 вишів серед вступників» України - 46 місце за популярністю закладів вищої освіти серед вступників (ТОП 50);
- Рейтинг «ТОП 200 – Україна» - 57 місце серед закладів вищої освіти України (ТОП 60)[12];
- Рейтинг вишів для IT-галузі 200 - 47 закладів вищої освіти України для IT-галузі (ТОП 50);
- Рейтинг Webometrics - 46 місце серед закладів вищої освіти України (ТОП 50);
- Рейтинг Unirank - 58 місце серед закладів вищої освіти України (ТОП 60);
- Рейтинг Scopus - 99 місце серед закладів вищої освіти України згідно SciVerse Scopus (ТОП 100);
- Рейтинг U-Multirank - 44 місце серед закладів вищої освіти України (ТОП 45);
- Рейтинг QS EECA University Ranking - 15 місце серед закладів вищої освіти України (ТОП 15);
- Рейтинг QS EECA University Ranking - 251-300 серед закладів вищої освіти світу (ТОП 300).

## Галерея
|  |  |  |  |